# 존 라일리 (외교관)
존 데니스 라일리(John Denis Riley, 1976년 10월 5일~)는 뉴질랜드의 외교관으로, 2013년부터 주한 뉴질랜드 대사관 차석을 맡고 있다.
오클랜드에서 태어나 자랐으며, 오클랜드 대학교 인문학 학사 학위를 수료하였다. 마오리족 출신이며, 2015년 JTBC의 프로그램 《내 친구의 집은 어디인가》에 출연하였다.